# Tiếng Nogai

Bản đồ ngôn ngữ của vùng Kavkaz: Tiếng Nogai được nói ở những vùng màu xanh nhạt, được đánh số "26."

Tiếng Nogai (/noʊˈɡaɪ/; Ногай тили, Nogay tili, Ногайша, Nogayşa) còn được gọi là Noğay, Noghay, Nogay hoặc Nogai Tatar, là một ngôn ngữ Turk được nói ở phía Đông Nam của phần lãnh thổ của Nga thuộc châu Âu, Kazakhstan, Uzbekistan, Ukraina, Bulgaria, România và Thổ Nhĩ Kỳ. Đó là ngôn ngữ tổ tiên của người Nogai. Là một phần của nhánh Kipchak, nó có quan hệ gần gũi với tiếng Kazakh, tiếng Karakalpak và tiếng Tatar Krym. Năm 2014, cuốn tiểu thuyết bằng tiếng Nogai đầu tiên (Akşa Nenem) được xuất bản, viết bằng chữ Latinh.

## Phân loại
Tiếng Nogai thường được xếp vào nhánh Kipchak–Nogai của Kipchak Turk. Sau này cũng bao gồm tiếng Tatar Siberia ở Nga, tiếng Kazakh ở Kazakhstan và tiếng Karakalpak ở Uzbekistan.
Ba phương ngữ riêng biệt được công nhận:
- Karanogay hay Qara-Nogai (Nogai đen hoặc Nogai Bắc), được nói ở Dagestan và Chechnya.
- Nogai Trung hay Nogai riêng, ở Stavropol.
- Aqnogai (Nogai trắng hay Nogai Tây), bên sông Kuban, các nhánh của nó ở Karachay-Cherkessia và ở quận Mineralnye Vody. Qara-Nogai và Nogai Phải rất gần gũi về mặt ngôn ngữ, trong khi Aqnogai thì khác hơn. Tuy nhiên, cả ba đều dễ hiểu lẫn nhau.

Bên ngoài miền nam Kavkaz, tồn tại các biến thể khác được coi là phương ngữ hoặc ngôn ngữ riêng biệt:
- Tiếng Nogai ở Bulgaria, România và Thổ Nhĩ Kỳ chịu ảnh hưởng của Tiếng Thổ Nhĩ Kỳ Ottoman.
- Tiếng Nogai Astrakhan, với ba loại sau:[8][9]
  - Karagash (hay còn gọi là Kundrov Tatar).
  - Yurt Tatar hay Yurt Nogai.
  - Alabugat Tatar hay Alabugat Nogai (hay còn gọi là Utar).

## Lịch sử
Người Nogai, hậu duệ của các dân tộc hãn quốc Kim Trướng, lấy tên và ngôn ngữ của họ từ cháu trai của Thành Cát Tư Hãn, Nogai Khan, người cai trị những người dân du mục phía tây sông Danube vào cuối thế kỷ 13. Sau đó, họ định cư dọc theo bờ Biển Đen của Ukraina ngày nay.
Ban đầu, bảng chữ cái Nogai dựa trên chữ Ả Rập. Năm 1928, một phiện bản chữ Latinh đã được giới thiệu. Nó được học giả người Nogai Abdul-Khamid Shershenbievich Dzhanibekov (Djanibek), nghĩ ra, tuân theo các nguyên tắc được áp dụng cho tất cả các ngôn ngữ Turk.
Năm 1938, quá trình chuyển đổi sang chữ Kirin bắt đầu. Chính tả dựa trên chữ Latinh được cho là một trở ngại cho việc học tiếng Nga.
Việc trục xuất người Nogai khỏi Ukraina vào thế kỷ 19 đã chia những người nói tiếng Nogai thành nhiều nhóm biệt lập về mặt địa lý. Một số đến Thổ Nhĩ Kỳ và România, trong khi những người khác ở lại Đế quốc Nga, định cư ở phía bắc Dagestan và các khu vực lân cận Chechnya và Stavropol Krai.
Ngôn ngữ Nogai đã biến mất rất nhanh ở Thổ Nhĩ Kỳ. Ngày nay, nó chủ yếu được nói bởi thế hệ cũ; tuy nhiên, vẫn có những người nói trẻ tuổi hơn, vì có một số ngôi làng ở Thổ Nhĩ Kỳ nơi đây là phương thức giao tiếp phổ biến. Ở Liên Xô, ngôn ngữ giảng dạy trong trường học là tiếng Nga, và số lượng người nói ở đó cũng giảm. Các ước tính gần đây cho thấy tổng số người nói tiếng Nogai vào khoảng 80.000 người.
Năm 1973, hai tờ báo nhỏ bằng tiếng Nogai đã được xuất bản, một ở Karachay–Cherkessia và một ở Cộng hòa Xô viết Xã hội chủ nghĩa Tự trị Dagestan (Ленин йолы), nhưng hầu hết những người nói tiếng Nogai chưa bao giờ nghe nói về những ấn phẩm này, và các bài báo đã không đến được các làng Nogai.
Tiếng Nogai hiện là một phần trong chương trình giảng dạy của trường từ năm thứ 1 đến năm thứ 10 tại huyện Nogaysky của Dagestan. Nó cũng được giảng dạy tại Trường Sư phạm Karachayevo-Cherkess và chi nhánh quốc gia của Học viện Sư phạm.

## Âm vị học
|      | Trước | Sau  |
| ---- | ----- | ---- |
| Đóng | i, y  | ɯ, u |
| Giữa | e     | o    |
| Mở   | æ, œ  | a    |

|          | Môi    | Lợi  | Ngạc cứng | Ngạc mềm | Tiểu thiệt |
| -------- | ------ | ---- | --------- | -------- | ---------- |
| Tắc      | p, b   | t, d |           | k, ɡ     | q          |
| Xát      | (f, v) | s, z | ʃ, ʒ      |          | χ, ʁ       |
| Tắc-xát  |        | (ts) | (tʃ), dʒ  |          |            |
| Mũi      | m      | n    |           | ŋ        |            |
| Nước     |        | l, r |           |          |            |
| Tiếp cận | w      |      | j         |          |            |

Âm vị trong ngoặc đơn cho biết âm thanh từ vựng được sao chép.

## Bảng chữ cái
Có 3 giai đoạn trong lịch sử chữ viết tiếng Nogai:
- Trước năm 1928 - viết dựa trên chữ Ả Rập.
- 1928 - 1938 - viết dựa trên bảng chữ cái Latinh.
- Từ 1938 - viết dựa trên bảng chữ cái Kirin.

Bảng chữ cái Nogai dựa trên chữ Kirin được tạo ra vào năm 1938. Nó bao gồm tất cả các chữ cái trong bảng chữ cái tiếng Nga ngoại trừ Ё ё, và cả các chữ ghép Гъ гъ, Къ къ, Нъ нъ. Các chữ ghép Оь оь, Уь уь được thêm vào cùng năm. Năm 1944, các chữ ghép Гъ гъ, Къ къ bị loại khỏi bảng chữ cái.
Lần cải cách cuối cùng của chữ viết Nogai diễn ra vào năm 1960, khi kết quả của các cuộc thảo luận tại Viện Nghiên cứu Ngôn ngữ và Văn học Karachay-Cherkessia, các chữ cái Аь аь và Ё ё đã được thêm vào nó. Sau đó, bảng chữ cái Nogai có dạng như hiện nay.
Bảng chữ cái Nogai hiện đại:
| А а | Аь аь | Б б | В в | Г г   | Д д | Е е   | Ё ё | Ж ж   | З з |
| И и | Й й   | К к | Л л | М м   | Н н | Нъ нъ | О о | Оь оь | П п |
| Р р | С с   | Т т | У у | Уь уь | Ф ф | Х х   | Ц ц | Ч ч   | Ш ш |
| Щ щ | Ъ ъ   | Ы ы | Ь ь | Э э   | Ю ю | Я я   |     |       |     |

### Ở Dobruja

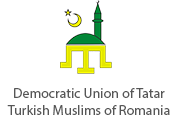
Liên minh Dân chủ Thổ Nhĩ Kỳ Tatar Hồi giáo România

Tại Dobruja, Liên minh Dân chủ Thổ Nhĩ Kỳ Tatar Hồi giáo România (UDTTMR) có bảng chữ cái Latinh chính thức được sử dụng bởi người Tatar của România (Nogai và Tatar Krym). Thành phần người Nogai của dân số Tatar không được liệt kê riêng trong các cuộc điều tra dân số ở România. Ngoài ra còn có những cuốn sách được in bằng bảng chữ cái đó, một số cuốn là „ALFABE“ và „Tatarşa oqıma kitabı“. Bảng chữ cái bao gồm các chữ cái này:
| A a | B b       | C c | Ç ç | D d | E e | F f |     |     |
| G g | Ğ ğ (Ǧ ǧ) | H h | I ı | İ i | Ĭ ĭ | J j | K k | L l |
| M m | N n       | Ñ ñ | O o | Ö ö | P p | Q q | R r |     |
| S s | Ş ş (Ș ș) | T t | U u | Ü ü | V v | W w | Y y | Z z |